# 亞美尼亞—阿塞拜疆邊境

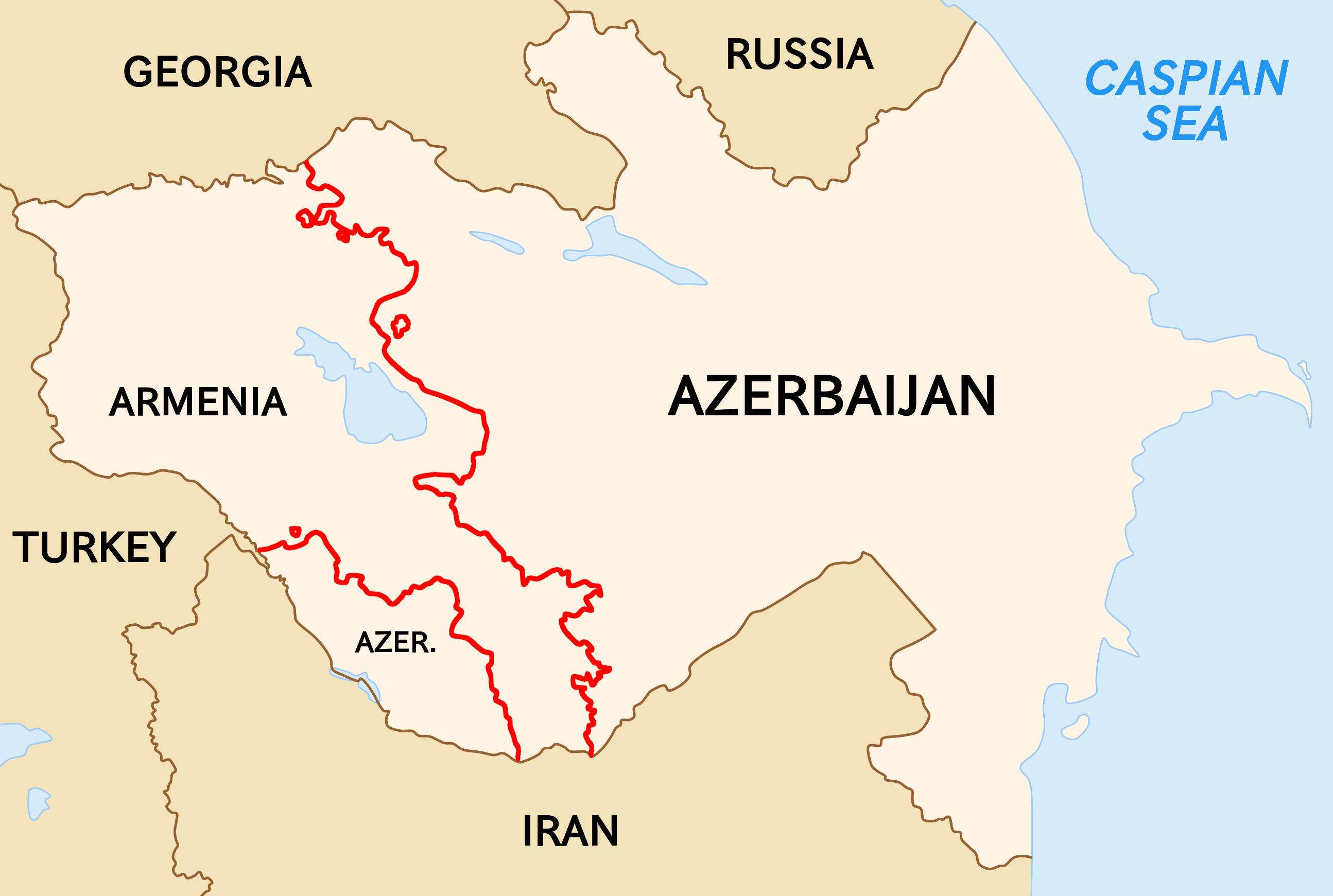
紅色的是亚美尼亚-阿塞拜疆邊境

亞美尼亞－阿塞拜疆邊境（羅馬化：Hayastan–Adrbejan sahman。亞塞拜然語： ) 是亚美尼亚和阿塞拜疆之间的國界。兩國國界長度為996 km（619 mi） 至1,007.1 km（625.8 mi）之間。
兩國國界的前身是亚美尼亚苏维埃社会主义共和国和阿塞拜疆苏维埃社会主义共和国的边界，它由两个主部分组成，分別是亚美尼亚和阿塞拜疆纳希切万自治共和国的國界以及亚美尼亚和阿塞拜疆東半部分之间的國界。此外边界两侧歷史上还有许多飛地。